# Casey Calvert (diễn viên)
Casey Calvert (sinh ngày 17 tháng 3 năm 1990) là tên sân khấu của một nữ diễn viên điện ảnh khiêu dâm Mỹ.

## Đầu đời
Calvert đã lớn lên ở Gainesville, Florida. Cô ấy đã được nuôi dạy theo đạo Do Thái giáo và đi lễ nhà thờ vào mỗi sáng thứ bảy cho đến khi làm lễ Bat Mitzvah, sau đó gia đình của cô ấy chuyển sang nhà thờ cải cách và chỉ bắt đầu đi lễ nhà thờ vào những ngày lễ Do Thái giáo. Năm 2012, cô tốt nghiệp magna cum laude từ trường Đại học Florida với bằng cử nhân khoa học về sản xuất phim và ngành phụ trong động vật học và nhân chủng học

## Sự nghiệp
Calvert bắt đầu làm việc như một người mẫu fetish và nghệ thuật vào mùa xuân năm junior trong trường học. Cô đã chọn tên sân khấu của mình để tôn vinh giáo sư Clay Calvert sau khi lấy lớp của mình về Luật Truyền thông đại chúng năm sophomore Cô ấy nói rằng "Tôi cảm thấy đúng vì thực sự nếu tôi không học lớp của ông ấy, tôi sẽ không ở nơi mà tôi đang ở ngay bây giờ", nói về cách cô ấy học được trong lớp học của mình rằng nội dung khiêu dâm không phải là bất hợp pháp như cô đã nghĩ ban đầu. Cảnh quay đầu tiên của cô là cho phòng thu SexArt.
Vào tháng 9 năm 2015, Calvert được thuê viết kịch bản cho BDSM hàng tháng và cốt truyện theo chủ đề về fetish cho blog The Naked Truth của GameLink và trả lời các câu hỏi của khách hàng trong một phần của trang web có tiêu đề "Góc của Casey". Cô cũng đã viết về nội dung khiêu dâm tình dục cho tờ The Huffington Post .
Calvert cũng cố gắng theo đuổi sự nghiệp diễn xuất và người mẫu, nhưng các nhà tuyển dụng tiềm năng đã từ chối thuê cô vì công việc của cô trong phim khiêu dâm tình dục. Cô nói rằng cô đã bị phát hiện ngay cả khi đang thử việc dưới tên pháp lý của cô.

## Giải thưởng và đề cử
| Năm  | Lễ trao giải | Thể loại                            | Công việc | Kết quả   |
| ---- | ------------ | ----------------------------------- | --- | --------- |
| 2015 | AVN          | Best Girl/Girl Sex Scene            | Dirty Panties 2 (shared with Jada Stevens)                                                                                        | Đề cử     |
| 2015 | AVN          | Best Group Sex Scene                | Nymphos (shared with Mischa Brooks, Juelz Ventura, Xander Corvus, Tommy Pistol and Michael Vegas)                                 | Đề cử     |
| 2015 | AVN          | Best POV Sex Scene                  | POV Pervert 17 (shared with Tim Von Swine)                                                                                        | Đề cử     |
| 2015 | AVN          | Best Three-Way Sex Scene—G/G/B      | Anal Inferno 3 (shared with Adrianna Luna and Mike Adriano)                                                                       | Đề cử     |
| 2015 | XBIZ         | Best Actress—Couples-Themed Release | Proud Parents | Đề cử     |
| 2015 | XBIZ         | Best Scene—Non-Feature Release      | James Deen's 7 Sins (shared with Dana DeArmond, Phoenix Marie and James Deen)                                                     | Đề cử     |
| 2015 | XRCO         | Unsung Siren                        | — | Đoạt giải |
| 2016 | AVN          | Best Double Penetration Sex Scene   | Analized (shared with James Deen and Erik Everhard)                                                                               | Đề cử     |
| 2016 | AVN          | Best Girl/Girl Sex Scene            | Sisterly Love 2 (shared with Shyla Jennings)                                                                                      | Đề cử     |
| 2016 | XBIZ         | Best Actress—All-Girl Release       | Girlfriends | Đề cử     |
| 2016 | XBIZ         | Best Sex Scene—Vignette Release     | My Hotwife Blindfolded (shared with Toni Ribas)                                                                                   | Đề cử     |
| 2016 | XBIZ         | Female Performer of the Year        | — | Đề cử     |
| 2016 | XRCO         | Unsung Siren                        | — | Đề cử     |
| 2017 | AVN          | Best Group Sex Scene                | Orgy Masters 8 (shared with Keisha Grey, Katrina Jade, Jojo Kiss, Goldie Rush, Lexington Steele, Prince Yahshua, and Rico Strong) | Đoạt giải |